# Хохкирх
Хохкирх или Букеце (њем. Hochkirch, глсрп. Bukecy) општина је у њемачкој савезној држави Саксонија. Једно је од 63 општинска средишта округа Бауцен. Према процјени из 2010. у општини је живјело 2.526 становника. Посједује регионалну шифру (AGS) 14625230.

## Географски и демографски подаци
Хохкирх се налази у савезној држави Саксонија у округу Бауцен. Општина се налази на надморској висини од 290 метара. Површина општине износи 41,7 km². У самом мјесту је, према процјени из 2010. године, живјело 2.526 становника. Просјечна густина становништва износи 61 становника/km².